# Atypophthalmus (Atypophthalmus) quinquevittatus
Atypophthalmus (Atypophthalmus) quinquevittatus is een tweevleugelige uit de familie steltmuggen (Limoniidae). De soort komt voor in het Palearctisch gebied.